# Мачерино Векио (Л'Аквила)
Мачерино Векио (итал. Macerino Vecchio) је насеље у Италији у округу Л'Аквила, региону Абруцо.
Према процени из 2011. у насељу је живело 77 становника. Насеље се налази на надморској висини од 802 м.